# لیسا ویدال
لیسا ویدال (انگلیسی: Lisa Vidal؛ زادهٔ ۱۳ ژوئن ۱۹۶۵) یک هنرپیشه اهل ایالات متحده آمریکا است که از سال ۱۹۸۰ میلادی تاکنون مشغول فعالیت بوده‌است.
از فیلم‌های معروف او می‌توان به بازی در فیلم پاییز و کت و شلوار بستنی شگفت‌انگیز اشاره کرد. 